# 絕戰狼女
《絕戰狼女》（英語：Ginger Snaps Back: The Beginning）是一部2004年上映的加拿大恐怖电影，是《女狼傳奇》和《惡夜狼女》的前传，也是系列的最终章，背景设定在19世纪的加拿大，讲述的是前两部中菲茨杰拉德姐妹祖先的故事：金杰（由凯瑟琳·伊莎贝尔饰演）与布丽吉特（由艾米莉·帕金斯饰演），两人无论性格还是外貌都与现代版的自己如出一辙。

## 剧情
每年春天，堡垒里都会派出一支队伍前往哈得孙湾，以皮毛交换过冬物资，但在1815年，无人归来。
金杰·菲茨杰拉德和布丽吉特·菲茨杰拉德在冰天雪地的加拿大荒野中迷失，与她们的马一起发现了一个被遗弃的营地。一位年迈的克里族女巫出现，预言其中一人必须亲手杀死一个男孩，否则两个姐妹中将有一个被另一个杀死。姐妹俩离开时，被看不见的怪物跟踪。怪物发出嚎叫，受惊的马逃跑了。在混乱中，一位名叫“猎人”的克里族男子救下她们，带她们前往贝利堡避难。金杰向堡垒居民解释，她们是一位溺水商人的女儿，正寻求前往东部的途径。
那些怪物原来是狼人，已经围困堡垒一段时间。堡垒的医生墨菲检查了布丽吉特的伤口，悄悄地用水蛭测试她是否感染了狼毒。她们被安排住进堡主沃莱斯·罗兰兹儿子原来的房间。深夜金杰被神秘声音惊醒，在走廊中找到声源：一名畸形男孩被关在一间黑暗的小屋里，他逃跑时咬伤了金杰的肩膀。
姐妹俩想要离开时，被沃莱斯的中士詹姆斯拦下。争执中，狼人杀死了一名居民。吉尔伯特牧师怀疑姐妹身份，便将她们带至一栋所谓安全的建筑，实际上里面藏着一只狼人。狼人发动袭击，猎人再次现身将其杀死。返回房间途中，金杰鼻子开始流血，这是感染的迹象。
姐妹俩发现咬伤金杰的男孩正是沃莱斯的儿子杰弗里。当夜杰弗里偷偷潜入房间唤醒金杰，被她抓住又逃脱。后来他在制造噪音时误杀了前来查看的男子西默斯，金杰因此被诬陷为凶手。布丽吉特被詹姆斯囚禁，而金杰则被带去测试是否为狼人。沃莱斯发现詹姆斯意图强暴布丽吉特后将其逐走，并与布丽吉特达成交易：只要姐妹俩不揭发他儿子的秘密，就保金杰一命。两人赶到医生处，发现金杰被绑在检查台上、正要被水蛭测试。沃莱斯命令释放金杰，墨菲拒绝，结果被沃莱斯开枪射杀，其他人纷纷逃离。
金杰在杰弗里母亲的墓前找到伤心的杰弗里，不忍杀他。杰弗里试图逃跑反被抓获，骗局曝光。沃莱斯亲自杀死了儿子。姐妹的庇护终止，金杰被迫离开，布丽吉特随行。她们前往猎人居住的山洞寻找解药。
在山洞中，猎人与女巫告诉她们，姐妹的到来早已被预言，“红”与“黑”将决定狼人血脉的命运。布丽吉特陷入幻觉，看到自己的命运：为了阻止猎人杀金杰，她亲手杀了自己的姐姐。回神后，她发现女巫已被金杰杀害，金杰也已逃走。猎人提议帮布丽吉特寻找金杰，但其实将她带回了堡垒。
回到堡垒后，布丽吉特被关押。吉尔伯特要她忏悔以救赎灵魂，但遭到拒绝。他将她拉到广场准备火刑处死，沃莱斯现身杀死了吉尔伯特。金杰及时赶到，杀死了詹姆斯，打开城门放狼人进堡，狼人残杀堡垒剩余居民。沃莱斯被狼人咬伤，点燃堡垒后自杀。猎人劝布丽吉特杀死姐姐，她却反将其杀死，与金杰一同逃走。
预言被打破，姐妹决定一起远走，誓言彼此守护。布丽吉特划伤手掌，将伤口与金杰的伤口相贴，血液混合，自己也成为感染者。

## 演员
- 凯瑟琳·伊莎贝尔 饰 金杰·菲茨杰拉德（英语：Ginger Fitzgerald）
- 艾米莉·帕金斯 饰 布丽吉特·菲茨杰拉德（英语：Brigitte Fitzgerald）
- 内森尼尔·阿坎德 饰 猎人
- JR·伯恩 饰 詹姆斯
- 休·狄龙 饰 吉尔伯特牧师
- 阿德里安·多瓦尔 饰 西默斯
- 布萊登·佛雷切 饰 芬恩
- 戴维·拉·海耶 饰 克劳德
- 汤姆·麦卡姆斯 饰 沃莱斯·罗兰兹
- 马修·沃克 饰 墨菲医生
- 法比安·伯德 饰 米洛
- 柯克·贾雷特 饰 欧文
- 大卫·麦金尼斯 饰 科马克
- 史蒂维·米切尔 饰 杰弗里

## 制作
《絕戰狼女》与《惡夜狼女》为背靠背拍摄的作品。

## 发行
本片于2004年7月10日在奇幻国际电影节首映。鉴于第二部在院线表现不佳，《絕戰狼女》选择以DVD形式直接发行。狮门于同年8月27日在加拿大发行，9月7日于美国发行。

## 反响
Bloody Disgusting 给本片打了 5/5 星，表示：“本片远远超越了前两部”。Dread Central 的 Joshua Siebalt 给本片打了 2.5/5 星，写道本片没有达到该系列前两部的水平。DVD Verdict 的 Brett Cullum 写道：“本片与前作相比略有逊色，但仍然是一部超越好莱坞近期所有新片的加拿大恐怖片”。

### 荣誉
| 年份 | 奖项       | 类别                      | 提名者                                                              | 结果 | 参考  |
| ---- | ---------- | ------------------------- | ------------------------------------------------------------------- | ---- | ----- |
| 2005 | DGC 工艺奖 | 最佳音效剪辑成就奖 - 长片 | 巴里·吉尔摩、罗内恩·希金森、加勒特·克尔、大卫·麦卡勒姆、布兰登·沃克 | 提名 | [ 9 ] |